# خواكين موريلو
خواكين موريلو (بالإسبانية: Joaquín Murillo Pascual)‏ (27 فبراير 1932 في إسبانيا - 10 يناير 2009 في إسبانيا) هو لاعب كرة قدم إسباني في مركز الهجوم. لعب مع ريال بلد الوليد وريال سرقسطة ونادي برشلونة ب ونادي لاردة.

## وصلات خارجية
- خواكين موريلو على موقع قاعدة بيانات كرة القدم.إي يو (الإنجليزية)
- خواكين موريلو على موقع عالم كرة القدم.نت (الإنجليزية)